# Lac Irtiach
Le lac Irtiach (en russe : озеро Иртяш, ozero Irtiach) est un lac de Russie, situé sur le versant oriental de l'Oural, dans l'oblast de Tcheliabinsk.
Sur les rives du lac se trouvent les villes de Kasli, au nord, et Oziorsk, au aud.

## Étymologie
En termes de contenu sonore, le toponyme est proche des mots bachkirs : er - « terre, lieu, côté » et tach - « pierre, lieu (terre) où se trouvent pierres, endroit rocheux ». Il faut noter que les rives et le fond du lac sont vraiment rocheux. Il existe donc une version de l'origine du nom du lac à partir du nom turc : Irteï, Irtekeï, Irtouk,.

## Description

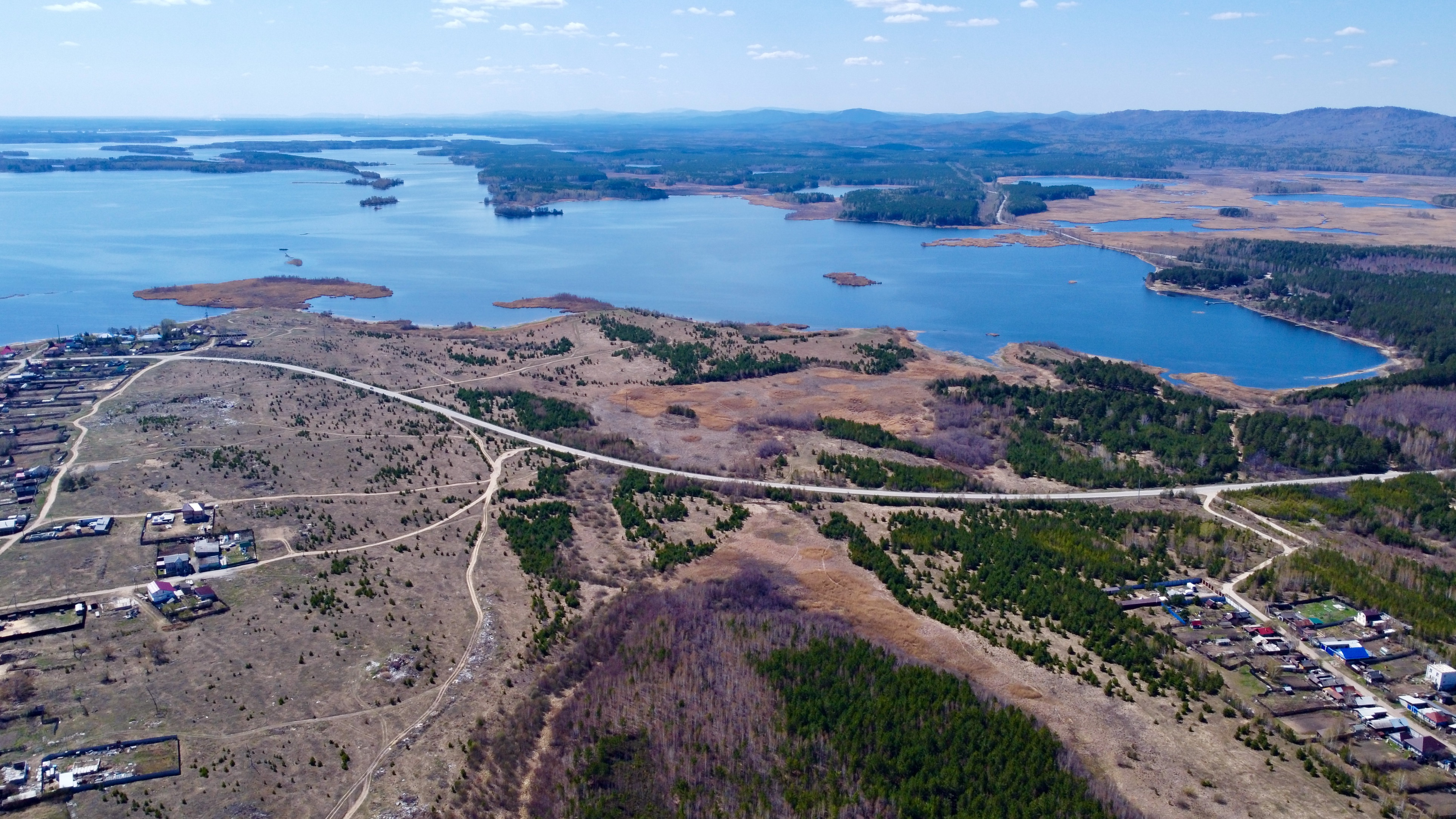
Vue des hauteurs.

La superficie du lac est de 53,5 km2 ou 61,8 km2,. Sa profondeur maximale est de 18,6 m, sa profondeur moyenne de 7,5 m. De petits cours d'eau s'y jettent, comme la Bolchaïa Kychtymka et le Boukoïan. De Kasli, il est alimenté par l'Istok (en bachkir: Kourgouliak) et par un canal venant du lac Bolchie Kazli. La rivière Tetcha (affluent de l'Isset) y prend sa source.

## Faune
Beaucoup d'espèces de poissons habitent ce lac, comme la vandoise, la grémille, le carassin doré, la tanche, la lotte, la perche commune, la carpe, le grand brochet, l'ide mélanote. La brème commune, le corégone, le corégone blanc nordique, le sandre y ont été acclimatés.